# Corps expéditionnaire français en Extrême-Orient

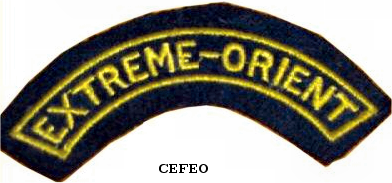
Schulterabzeichen der CEFEO

Das Corps Expéditionnaire Français en Extrême-Orient (deutsch Französisches Expeditionskorps im Fernen Osten, abgekürzt CEFEO) war ein militärischer Großverband Frankreichs. Das Expeditionskorps wurde zum Ende des Zweiten Weltkriegs aufgestellt mit dem Ziel, die Kontrolle über Französisch-Indochina wiederherzustellen. Das Expeditionskorps kämpfte im Indochinakrieg gegen die Viet Minh und wurde nach der französischen Niederlage 1956 aufgelöst.

## Geschichte
1943 schuf die Freie Französische Exilregierung das Expeditionskorps mit dem Ziel, Französisch-Indochina von den Vichytruppen zu befreien und gegebenenfalls am Pazifikkrieg gegen Japan teilzunehmen. Als Oberbefehlshaber berief Charles de Gaulle General Roger Blaizot.
Der Aufbau des Expeditionskorps konnte erst nach der Befreiung Frankreichs 1944 sinnvoll in Angriff genommen werden. Anfang 1945 wurde das Korps unter dem neuen Befehlshaber Jacques-Philippe Leclerc aus der 2. Panzerdivision und der 3. und 9. Kolonialinfanteriedivision formiert und trat 1945 die Reise nach Saigon an. Das Expeditionskorps bildete während des Indochinakriegs die französische Militärpräsenz in der Kolonie. Im Gegensatz zum Algerienkrieg bestanden die Soldaten des Expeditionskorps im Fernen Osten aus Freiwilligen und Berufssoldaten. Wehrpflichtige wurden nicht entsandt. Nach der Niederlage Frankreichs im Indochinakrieg wurden die Truppen der CEFEO gemäß der Vereinbarungen der Indochinakonferenz auf das Gebiet des späteren Südvietnam zurückgezogen. Die letzten Einheiten des Expeditionskorps wurden im April 1956 aus Vietnam abgezogen.
Während seiner Existenz von 1945 bis 1956 dienten einschließlich lokal rekrutierter Hilfstruppen rund 1,6 Millionen Soldaten im Expeditionskorps. Im Januar 1946 umfasste das Expeditionskorps rund 53.000 Soldaten. Im Verlauf des Krieges stieg die Mannstärke auf 110.245 im März 1948 und 204.000 im Januar 1954. Insgesamt wurden zwischen September 1945 und Juli 1954 489.560 Soldaten nach Indochina entsandt. Davon waren 233.467 reguläre französische Freiwillige, 72.833 Fremdenlegionäre, 122.920 Soldaten der Kolonialtruppen aus Nordafrika und 60.340 Soldaten der Kolonialtruppen aus Afrika südlich der Sahara.
Die Bewaffnung des Expeditionskorps war zu Beginn oft veraltet und inhomogen. Durch US-amerikanische Militärhilfe wurde bis 1953 eine gewisse Standardisierung erreicht.

## Befehlshaber
- Jacques-Philippe Leclerc de Hauteclocque (1945–46)
- Jean-Étienne Valluy (1946–48)
- Roger Blaizot (1948–49)
- Marcel Carpentier (1949–50)
- Jean de Lattre de Tassigny (1950–51)
- Raoul Salan (1952–53)
- Henri Navarre (1953–54)
- Paul Ély (1954–55)
- Pierre Jacquot (1955–56)